# Grot van Travers de Janoye
De Grot van Travers de Janoye is een grot in de Franse gemeente Penne (Tarn) met prehistorische muurtekeningen die waarschijnlijk stammen uit het Solutréen. De moeilijk toegankelijk grot werd ontdekt in 1977 door speleologen en werd onderzocht door Jean Lautier en Jean Clottes. 
Aan de ingang is een grove afbeelding van een rund in zwart pigment getekend. Dieper in de grot zijn meer rotstekeningen. Het gaat om ruwe rekeningen van drie steenbokken en mogelijk een hert. Opvallend zijn de patronen van rode stippen, aangebracht in lijnen die het reliëf van de grot volgen. Door overeenkomsten in de afbeeldingen met de grot van Cougnac wordt deze kunst tot het Solutréen gerekend.